# Liste des gouvernements de la république du Cameroun
Voici l’historique des gouvernements de la république du Cameroun depuis son unification le 20 mai 1972  : 

## Ahmadou Ahidjo président de la République (1972-1983)

### Premier gouvernement du Cameroun unifié: pas de Premier ministre (1972-1975)
- Pas de Premier ministre du 3 juillet 1972 au 29 juin 1975 (2 ans, 11 mois et 26 jours) :
  - Premier gouvernement du Cameroun unifié : Gouvernement du 3 juillet 1972 [2]
    - Remaniement du 8 février 1973
    - Remaniement du 29 décembre 1973
    - Remaniement du 7 juin 1974

### Gouvernement Paul Biya (1975-1982)
- Gouvernement Paul Biya (Paul Biya) du 30 juin 1975 au 6 novembre 1982 (7 ans, 4 mois et 7 jours) : 
  - Gouvernement Paul Biya (1) du 30/06/1975 au 06/12/1977
  - Gouvernement Paul Biya (2) du 07/12/1977 au 01/05/1978
  - Gouvernement Paul Biya (3) du 02/05/1978 au 06/07/1980
  - Gouvernement Paul Biya (4) du 07/07/1980 au 22/07/1980
  - Gouvernement Paul Biya (5) du 23/07/1980 au 10/11/1980
  - Gouvernement Paul Biya (6) du 11/11/1980 au 03/11/1981
  - Gouvernement Paul Biya (7) du 04/11/1981 au 06/01/1982
  - Gouvernement Paul Biya (8) du 07/01/1982 au 05/11/1982

## Paul Biya président de la république du Cameroun (depuis le 6 novembre 1982)

### Gouvernement Bello Bouba Maigari (1982-1983)
- Gouvernement Bello Bouba Maigari (Bello Bouba Maigari) du 6 novembre 1982 au 22 août 1983 (9 mois et 16 jours)
  - Gouvernement Bello Bouba Maigari (1) du 06/11/1982 au 12/04/1983
  - Gouvernement Bello Bouba Maigari (2) du 13/04/1983 au 17/06/1983
  - Gouvernement Bello Bouba Maigari (3) du 18/06/1983 au 22/08/1983

### Gouvernement Luc Ayang (1983-1984)
- Gouvernement Luc Ayang (Luc Ayang) du 22 août 1983 au 25 janvier 1984 (5 mois et 3 jours)

### Pas de Premier ministre (1984-1991)
- Pas de Premier ministre du 25 janvier 1984 au 26 avril 1991 (7 ans, 3 mois et 1 jour)
  - Gouvernement du 4 février 1984
  - Gouvernement du 7 juillet 1984
  - Gouvernement du 24 août 1985
  - Gouvernement du 21 novembre 1986
  - Gouvernement du 23 janvier 1987
  - Gouvernement du 04 décembre 1987
  - Gouvernement du 16 mai 1988
  - Gouvernement du 13 avril 1989
  - Gouvernement du 23 avril 1989
  - Gouvernement du 07 décembre 1990

### Gouvernement Sadou Hayatou (1991-1992)
- Gouvernement Sadou Hayatou (Sadou Hayatou) du 26 avril 1991 au 9 avril 1992 (11 mois et 14 jours)

### Gouvernement Simon Achidi Achu (1992-1996)
- Gouvernement Simon Achidi Achu (Simon Achidi Achu) du 9 avril 1992 au 19 septembre 1996 : (4 ans, 5 mois et 10 jours)
  - Gouvernement Simon Achidi Achu (1) du 09/04/1992 au 29/08/1992
  - Gouvernement Simon Achidi Achu (2) du 30/08/1992 au 3/09/1992
  - Gouvernement Simon Achidi Achu (3) du 4/09/1992 au 24/11/1992
  - Gouvernement Simon Achidi Achu (4) du 25/11/1992 au 26/11/1992
  - Gouvernement Simon Achidi Achu (5) du 27/11/1992 au 20/07/1994
  - Gouvernement Simon Achidi Achu (6) du 21/07/1994 au 18/09/1996

### Gouvernement Peter Mafany Musonge (1996-2004)
- Gouvernement Peter Mafany Musonge (Peter Mafany Musonge) du 19 septembre 1996 au 8 décembre 2004 (8 ans, 2 mois et 19 jours) :
  - Gouvernement Peter Mafany Musongo (1) du 19/09/1996 au 06/12/1997
  - Gouvernement Peter Mafany Musongo (2) du 07/12/1997 au 31/08/1999
  - Gouvernement Peter Mafany Musongo (3) du 01/09/1999 au 17/03/2000
  - Gouvernement Peter Mafany Musongo (4) du 18/03/2000 au 26/04/2001
  - Gouvernement Peter Mafany Musongo (5) du 27/04/2001 au 23/08/2002
  - Gouvernement Peter Mafany Musongo (6) du 24/08/2002 au 22/04/2004
  - Gouvernement Peter Mafany Musongo (7) du 23/04/ 2004 au 08/12/2004

### Gouvernement Ephraïm Inoni (2004-2009)
- Gouvernement Ephraïm Inoni, (Ephraïm Inoni) du 8 décembre 2004 au 30 juin 2009 (4 ans, 6 mois et 22 jours) :
  - Gouvernement Ephraïm Inoni (1) du 08/12/2004 au 21/09/2006
  - Gouvernement Ephraïm Inoni (2) du 22/09/2006 au 06/06/2007
  - Gouvernement Ephraïm Inoni (3) du 07/09/2007 au 30 juin 2009

### Gouvernement Philémon Yang (2009-2019)
- Gouvernement Philémon Yang du 30 juin 2009 au 4 janvier 2019 (9 ans, 6 mois et 5 jours) :
  - Premier gouvernement Philémon Yang, du 30 juin 2009 au 8 décembre 2011
  - Deuxième gouvernement Philémon Yang, du 9 décembre 2011 au 1er octobre 2015
  - Troisième gouvernement Philémon Yang : du 2 octobre 2015 au 1er mars 2018
  - Quatrième gouvernement de Philémon Yang : du 2 mars 2018 au 4 janvier 2019

### Gouvernement Joseph Dion Ngute (depuis 2019)
- Gouvernement Joseph Dion Ngute : depuis le 4 janvier 2019